# Afacerea Augusta

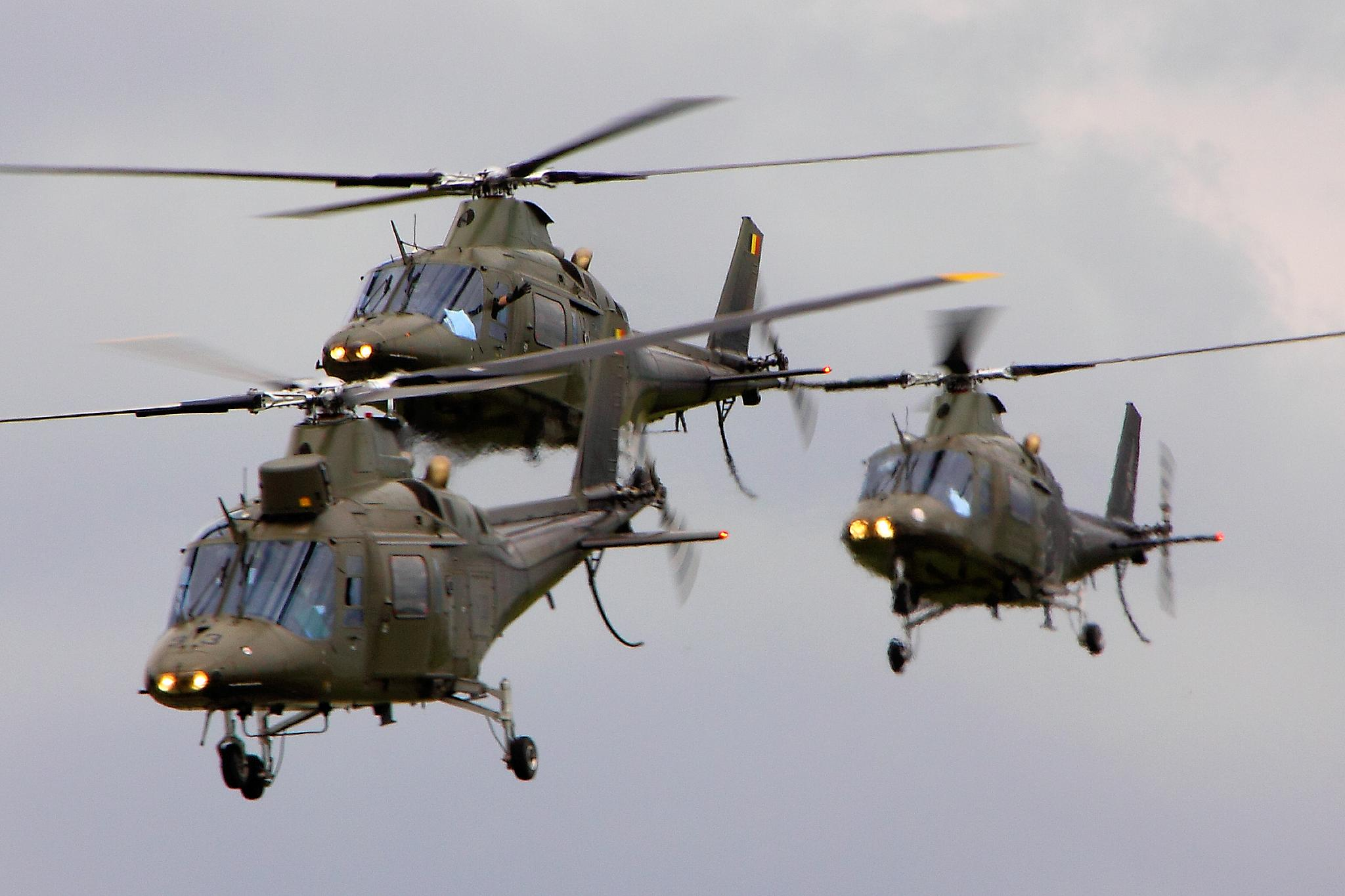
Elicoptere de luptă Agusta A.109

Afacerea Augusta sau Scandalul Agusta-Dassault este provocat de corupția unor funcționari de stat. Concret scandalul este provocat în anii 1988, în urma livrării forțelor militare belgiene a unor elicoptere de luptă fabricate de firma italiană Agusta. În urma scandalului au fost nevoiți să se retragă din funcție mai mulți politicieni belgieni. În anul 1994 în Senatul belgian a fost votat cu majoritate de voturi ridicarea imunității parlamentare a miniștrilor Guy Spitaels (PS) și Guy Mathot (PS). Ministrul apărărării belgian Guy Coëme (PS), ministrul de externe Franck Vandenbroucke (SP) și secretarul general NATO, Willy Claes, sunt nevoiți să-și dea demisia. Industriașul francez Serge Dassault a fost condamnat la la trei ani la probațiune.
Firmele Agusta și Dassault a plătit politicienilor corupți belgieni peste 160 milioane de franci belgieni, din care sumă Partidul Socialist Belgian a fost obligat să restituie 49 de milioane de franci.